# Sociologie vědy
Sociologie vědy je sociologická disciplína, zaměřující se na sociologickou podmíněnost vědeckého poznání, vztahy vědy k ostatním sociologickým institucím, společenské působení vědeckých poznatků a jejich aplikací.

## Vývoj a představitelé
Sociologie vědy se vyvinula přibližně v 80. letech 19. století, ale až do počátku 40. let 20. století byla součástí sociologie vědění. Mezi nejvýznamnější představitele této doby patří Karl Marx, Max Scheler, Karl Mannheim, Helmuth Plessner, György Lukács nebo Ludwik Fleck, který přesunul pozornost sociologie vědy ke zkoumání skutečných vztahů mezi vědci a vědeckými komunitami, a také Florian Witold Znaniecki a John Desmond Bernal.

### R. K. Merton
Nejvýznamnější osobností sociologie 30. až 50. let 20. století byl Američan Robert King Merton, jehož strukturální funkcionalismus zásadně ovlivnil nahlížení na vědu. Merton je rovněž považován za zakladatele sociologie vědy. Navýšil základ studie vědy daný Durkheinem a Weberem natolik, že bylo možné začít připravovat a provádět první empirické výzkumy. Zaměřoval se na vědu jako na systém složený ze struktur a zejména na institucionální rámec vědy. Formuloval základní sociální normy, které řídí vědeckou činnost:
- Univerzalismus: je nepřípustné, aby byla jakákoli tvrzení ovlivněna osobními pocity, veškeré zkoumání musí probíhat podle obecně platných norem
- Komunismus (komunalismus): základní vědecké produkty jsou výsledkem kooperace všech členů vědecké skupiny, kteří se na zkoumání podíleli, jejich vlastnictví tedy spadá právě této komunitě a nikoli jednotlivým osobám, a to ani těm, podle nichž jsou vědecké objevy pojmenovány
- Desinteresovanost (nezaujatost): aby byl minimalizován vliv sociálního postavení, vyznání, osobních zájmů atd. jsou vědci podřízeni institucionální kontrole
- Organizovaný skepticismus: tvrzení jsou přijímána až po důkladném empirickém výzkumu.

Sociologií vědy se Merton zabývá ve svém díle Social Theory and Social Structure (1949). Dalším významným sociologem této doby byl Bernard Barber, jehož Science and The Social Order (1953) je považováno za první systematickou práci ze sociologie vědy.
V 60. letech 20. století byla sociologie vědy zařazena mezi samostatné disciplíny a to jak z výzkumného, tak i z akademického pohledu. Hlavní příčinou bylo častější uplatňování kvantitativních postupů a rozšíření oblastí, ve kterých je bylo možné implementovat (Eugene Garfield, Derek John de Solla Price). Dále bylo zkoumáno rozvrstvení ve vědeckých komunitách. Mertonovi žáci Harriet Zuckermannová, Jonathan R. Cole a Stephen Cole založili své pojetí na předpokladech, že vědci jsou hodnoceni na základě výsledků své práce a že ve vědě je nezpochybnitelné, který výsledek je dobrý.

### Sociologie vědy
Změna paradigmatické struktury západní sociologie v 70. letech znamenala i zásadní změnu v sociologii vědy. Na základě fenomenologické sociologie, interpretativní sociologie, modernizované sociologie vědění a postpozitivistické filosofie vědy (Thomas Samuel Kuhn, Michael Polányi, Paul Karl Feyerabend) byla ustanovena kognitivní sociologie vědy, jejíž hlavní inspirací byl tzv. silný program sociologie vědy reprezentovaný Davidem Bloorem. Bloor se snažil obrátit pozornost sociologie od vědeckých institucí k samotnému vědeckému poznání. Formuloval zásady silného programu sociologie vědy:
- Kauzální vysvětlení: vyšetřuje všechny příčiny, které vedou ke konkrétním tvrzením
- Nestranná: nemá se zaměřovat jen na neúspěchy a omyly vědců, ale také na jejich úspěchy
- Symetrická: pravda i omyly mají být vysvětlovány stejným způsobem a na základě shodných příčin
- Reflexivní: samu sebe by měla vysvětlovat obdobnými principy, které používá k hodnocení ostatních jevů.

Sociologií vědy se Bloor zabývá ve svém díle Knowledge and social imaginery (1976). Přírodní vědy a matematika přestaly být v 70. letech privilegovány a začaly být studovány stejně jako sociální vědy. Na základě etnometodologie se dostávalo více zájmu etnografickým studiím vědeckých společenství. Zakladatelem etnometodologie, která se zabývá výzkumem „metod“, kterými lidé dávají svému životu smysl, byl Harold Garfinkel. Rozvinulo se tvrzení, že vědecké zkoumání není odrazem skutečností ve vnějším světě, ale jen výsledkem konsensu vědecké komunity. Karin Knorrová-Cetinová rozlišuje ve vývoji vztahu mezi společností a vědou 3 fáze: kauzální pojetí podmíněné myšlenkami Marxe a Mannheima; konsensuální pojetí, které se zaměřuje na způsoby dosahování shody a antropologický přístup, který zkoumá reálné situace v laboratořích, pracovnách, ústavech.

### Empirický program relativizmu
V 70. letech byl na univerzitě v anglickém městě Bath založen nový program sociologie vědy, který se nazývá Empirický program relativizmu (angl. Empirical program of relativism). Nejvýznamnějšími představiteli jsou Harry M. Collins a Trevor Pinch. Hlavním cílem tohoto programu bylo ukázat, že vědecké poznatky (Fyziky, Chemie, Biologie) jsou výsledkem často i neracionálních postupů při dosahování vědecké shody. Neexistuje sociální kontext a vědecký obsah. Vědecký obsah je sociální. Ve své knize The Golem: What You Should Know About Science (1993), Collins a Pinch zkoumají s menším důrazem na kauzalitu a větším důrazem na symetrii popisu, jak vědci sledují pravidla a zákonitosti při provádění experimentů a vědecké praxi. Podle autorů jsou průběh i výsledky experimentů podstatně ovlivněny sociálními faktory. Ve své knize popisují několik kontroverzních vědeckých experimentů, jak byly vnímány společností, a jak také veřejné mínění ovlivnilo jejich vývoj. Poukazují na různé experimenty, které „ověřily“ teorii relativity, studené fúze, Pasteurovy experimenty o tzv. „spontánní generaci“ (orig. génération spontanée) a jiné další. Ukazují, že věda není jen v metodách, zpracování dat, experimentování a zveřejňování výsledků. Každý vědecký předmět se musí vypořádat s egem, politikou, touhou a ochotou dělat vědu.
Actor-network teorie
Na přelomu 80. a 90. let se zviditelnili Michel Callon, John Law a Bruno Latour tzv. teorii sítí-akterů (actor-network theory). Tato teorie je založena na představě, že všichni lidé, zvířata i věci jsou propojeny v heterogenních sítích, přičemž na všechny subjekty i objekty je nahlíženo rovnocenně. Tento systém je výrazně inspirován symbolickým interakcionalismem, francouzským postkulturalismem, teorií organizací atd. a uplatnil se i v mnoha dalších disciplínách.

## Česká sociologie vědy
V Čechách a na Slovensku se sociologii vědy nevěnovala přílišná pozornost. Nejvýznamnější jsou práce Arnošta Bláhy, Václava Lamsera, Ireny Dubské, Jaroslava Kapra, Zory Bútorové, Ivana Dianiška, Miloslava Petruska a Josefa Alana.

## Disciplíny
Sociologie vědy zahrnuje makrosociologii (vztah vědy a společnosti, makrostrukturální determinace vědy, vliv politického režimu a duchovní atmosféry na vědu, prestiž vědy) i mikrosociologii (struktura vědeckých komunit, invisible college). Dalšími tématy, na která se sociologie vědy zaměřuje, jsou např. etika vědy a controversy studies.